# Auras
Auras là một thị xã và là một nagar panchayat của quận Unnao thuộc bang Uttar Pradesh, Ấn Độ.

## Địa lý
Auras có vị trí 26°55′B 80°31′Đ / 26,92°B 80,52°Đ Nó có độ cao trung bình là 122 mét (400 foot).

## Nhân khẩu
Theo điều tra dân số năm 2001 của Ấn Độ, Auras có dân số 5653 người. Phái nam chiếm 53% tổng số dân và phái nữ chiếm 47%. Auras có tỷ lệ 51% biết đọc biết viết, thấp hơn tỷ lệ trung bình toàn quốc là 59,5%: tỷ lệ cho phái nam là 61%, và tỷ lệ cho phái nữ là 39%. Tại Auras, 18% dân số nhỏ hơn 6 tuổi.